# Pycreus xantholepis
Pycreus xantholepis är en halvgräsart som beskrevs av Ernest Nelmes. Pycreus xantholepis ingår i släktet Pycreus och familjen halvgräs. Inga underarter finns listade i Catalogue of Life.